# 天地传说之鱼美人
《天地传说之鱼美人》，2000年在台灣播出古装神话剧，导演卫翰韬、郑基成、黄伟明，主演徐怀钰、郭晋安、张智尧、孙莉。姐妹剧为2001年播出的《天地传说之宝莲灯》。

## 剧情
该剧改编自明朝传奇作品《观世音鱼篮记》。讲述了北宋时的三角恋故事。

## 演出
| 演员   | 角色       | 配音   |
| 徐怀钰 | 鯉魚精小莲 | 劉小芸 |
| 郭晋安 | 张子游     | 宋克軍 |
| 张智尧 | 堂本刚     | 何志威 |
| 孙莉   | 金牡丹     | 劉小芸 |
| 梁家仁 | 张天师     | 李香生 |
| 何嘉文 | 小蛮       | 劉香君 |
| 葛蕾   | 鯉魚精春花 | 呂佩玉 |
| 郑嘉颖 | 江云飞     | 吳文民 |
| 杨明娜 | 蚌精明珠   | 丘梅君 |
| 杨和平 | 金宠       | 袁光麟 |
| 韩继庆 | 江无畴     | 李香生 |
| 王小紅 | 金夫人     | 丘梅君 |
| 朱晏   | 紫嫣       | 丘梅君 |
| 劉牧   | 李鐵牛     | 陳旭昇 |

## 主题歌
片头曲
《Ti Amo》
作曲：瑞典曲、作词：黄鬱、主唱：徐懷鈺
片尾曲
《一个人生活》
作曲：凌伟文、作词：孙维君、主唱：林凡